# Pâmella Oliveira
Pâmella Nascimento de Oliveira (Vila Velha, 6 de outubro de 1987) é uma triatleta brasileira, medalhista de bronze nos Jogos Pan-Americanos de 2011. Ela também conquistou medalhas nos Jogos Sul-Americanos de 2014 e obteve um tricampeonato no Ironman 70.3 do Rio de Janeiro, além de representar o Brasil em duas Olimpíadas.

## Biografia
Pâmella Oliveira nasceu no dia 6 de outubro de 1987 em Vila Velha, Espírito Santo. Ela começou a praticar natação aos cinco anos de idade; mais tarde, começou a se interessar pelo triatlo conforme se "sentia estática e desgastada na natação." Iniciou profissionalmente no esporte em 2007. No dia 23 de outubro de 2011, conquistou a medalha de bronze nos Jogos Pan-Americanos, em Guadalajara. Após cruzar a linha de chegada, precisou de assistência médica. Sobre a conquista, ela disse: "Nas Olimpíadas, no Pan, quem entra para a história são os que ganham as medalhas. Eu queria muito fazer parte dessa história. Por isso, tentei o máximo." Obteve a classificação olímpica em maio de 2012, quando a triatleta equatoriana Elizabeth Bravo desistiu de competir na última competição que atribuía pontos para o ranking olímpico. Estreou nos Jogos Olímpicos na edição de Londres, onde conseguiu uma boa performance na prova de natação; contudo, sofreu um acidente ao escorregar na pista do Hyde Park durante a primeira volta do ciclismo. O incidente fez com que ela perdesse posições e deixou escoriações por várias partes de seu corpo. No final, alcançou a linha de chegada na trigésima posição. Dois anos depois, conquistou duas medalhas nos Jogos Sul-Americanos de 2014: uma prata no evento feminino e um ouro por equipes. Em 2015, integrou a equipe participante dos Jogos Pan-Americanos, em Toronto, onde terminou na décima colocação. Após os eventos, ela analisou seu desempenho:
| “ | Fiz uma ótima preparação, mas hoje não me senti forte hora nenhuma da prova. Às vezes acontece. Vim de um período em que tive parada, mas antes de vir achei que estava novamente bem preparada. Na natação consegui disfarçar bem, afinal é a minha base de muitos anos. Mas o ciclismo e a corrida não rolou hoje. Agora é continuar o trabalho. | ” |

Pâmella garantiu a classificação para os Jogos Olímpicos de 2016 ao terminar o mês de maio na 27.ª posição do ranking olímpico. Ela, inclusive, chegou a expressar o objetivo de terminar entre as dez melhores da prova; contudo, obteve a quadragésima posição. Posteriormente, expressou o desânimo que sentiu com o resultado obtido, alegando que tinha ficado "decepcionada" e que "não tinha pretensão nenhuma de voltar a treinar." Nos anos seguintes, adentrou nas competições de longa distância e obteve triunfos no Ironman 70.3 de Florianópolis e Rio de Janeiro. Nesta última, conquistou o tricampeonato em 2019, um feito inédito. No ano de 2018, terminou o mundial de Ironman 70.3 na quarta posição; naquela época, o melhor resultado de uma brasileira na história da competição.